# Дамон (ТВ филм)
„Дамон” је југословенски ТВ филм из 1972. године. Режирао га је Јован Коњовић који је написао и сценарио по делу Готхолд Ефрајм Лесинга које је превео Доситеј Обрадовић.

## Улоге
| Глумац                     | Улога                      |
| -------------------------- | -------------------------- |
| Стево Жигон                | Дамон                      |
| Рената Улмански            | Удовица                    |
| Драгољуб Милосављевић Гула | Теодор                     |
| Миодраг Радовановић        | Доситеј Обрадовић, наратор |
| Јелисавета Сека Саблић     | Јелисавета                 |
| Никола Симић               | Леандер                    |